# Panaxia tripunctaria
Panaxia tripunctaria är en fjärilsart som beskrevs av Walker 1855. Panaxia tripunctaria ingår i släktet Panaxia och familjen björnspinnare. Inga underarter finns listade i Catalogue of Life.